# توبياس ماتسون
توبياس ماتسون (بالسويدية: Tobias Mattsson)‏ (9 مارس 1991 بالسويد - ) هو لاعب كرة قدم سويدي في مركز الدفاع. لعب مع نادي تريليبورج ‏.

## وصلات خارجية
- توبياس ماتسون على موقع اتحاد السويد (السويدية)
- توبياس ماتسون على موقع قاعدة بيانات كرة القدم.إي يو (الإنجليزية)